# Stefano (arcivescovo)
Christakis Charalambides (Bukavu, 29 aprile 1940) è un arcivescovo ortodosso estone, primate della Chiesa di Estonia, con sede a Tallinn presso la Chiesa della Trasfigurazione.
Con il nome di Stephanos (o Stefano) di Nazianzo è l'attuale Metropolita di Tallinn e di tutta l'Estonia.
Eletto nel 1999, è l'attuale primate della Chiesa ortodossa apostolica estone (Patriarcato ecumenico di Costantinopoli)

## Biografia
Il metropolita Stephanos nasce all'anagrafe come Christakis Charalambides a Bukavu nel Congo Belga. La sua famiglia aveva origini cipriote.
Il futuro metropolita intraprese un anno di studi presso la facoltà di medicina all'Università cattolica di Lovanio in Belgio, ma fu chiamato dalla vocazione nel 1960 scegliendo così gli studi religiosi. Si trasferì quindi presso l'Istituto teologico ortodosso St. George a Parigi; contemporaneamente seguì anche gli studi all'Università di Parigi. Prese un diploma di Master in Teologia all'Istituto St. George e un diploma di lettore presso l'Università.
Charalambides fu ordinato diacono il 6 gennaio 1963 e successivamente sacerdote il 17 novembre 1968, come servitore della Chiesa ortodossa greca di Francia. Fu nominato nel 1972 come protosincello (dal vicario episcopale) per la regione sud della Francia, con sede a Nizza. Stephanos fu consacrato il 25 marzo 1987 dall'episcopato con il titolo di Arcivescovo di Nazianzo.
Mentre proseguiva con le sue precedenti responsabilità e doveri assegnati, egli prese nuovi incarichi, come Segretario dell'Assemblea dei Vescovi Ortodossi di Francia, lettore al seminario di San Sergio e professore di patologia al Seminario Cattolico romano di Nizza.

### Metropolita di Tallinn e di tutta l'Estonia
Nel 1996, a seguito del restauro dell'indipendenza estone del 1991, il Patriarcato ecumenico di Costantinopoli restaurò la Chiesa ortodossa estone come una entità autonoma sotto la sua protezione.
Un'assemblea generale della chiesa ha eletto l'arcivescovo Stephanos come metropolita di Tallinn e di tutta l'Estonia.
Stefano di Tallinn, così eletto dal Congresso della Chiesa Ortodossa dell'Estonia è entrato in carica il 21 marzo 1999.
Il metropolita Stefano viene incoronato nella Basilica della Trasfigurazione a Tallinn, alla presenza del Primo ministro dell'Estonia Mart Laar e di tutte le maggiori autorità religiose del paese.

#### Relazioni con il Patriarcato di Mosca
Tuttavia le relazioni con i rappresentanti della diocesi ortodossa russa (Patriarcato di Mosca) saranno destinate a restare fortemente tese per lunghi anni, in ragione della rivendicazione del Patriarcato di Mosca dei beni della chiesa requisiti da Stalin: il 17 agosto 2000, il Santo Sinodo della Chiesa ortodossa russa arriverà perfino a mettere in quarantena due chiese ortodosse, dichiarando persone non grate sia il Metropolita di Estonia, Stephanos, che il metropolita Jean di Carelia, metropolita primate della Finlandia.